# Jay Conrad Levinson
Jay Conrad Levinson é o autor do conceito de marketing de guerrilha.
Ao nível publicitário, onde Levinson desenvolveu grande parte da sua carreira profissional, o grande destaque do seu trabalho vai para a campanha desenvolvida para a Marlboro, que se baseou na criação do "homem Marlboro", e que, juntamente com outro conjunto de acções concertadas como a estratégia do marketing de guerrilha.
Na sua essência, ele defende que empresas de pequeno e médio porte podem e devem competir no mercado com as grandes companhias. A única diferença é que, tal como os guerrilheiros, devem usar armas mais eficazes a combater os "exércitos convencionais". Essas armas devem basear-se na critividade e na inovação. O que permitiu àquela empresa passar em poucos anos de uma posição de quase insignificância no mercado norte-americano para a liderança absoluta a nível mundial.
Possui ainda mais de uma dezena de livros publicados e promove cursos.